# Ильин, Александр Александрович (актёр)
Алекса́ндр Алекса́ндрович Ильи́н (род. 22 ноября 1983, Москва, СССР) — российский актёр театра, кино и телевидения, певец, автор песен. Вокалист панк-группы «План Ломоносова». Известность получил благодаря роли Семёна Лобанова в телесериале «Интерны».

## Биография и карьера
Родился 22 ноября 1983 года в Москве. Представитель актёрской династии Ильиных. Младший сын актёра, заслуженного артиста Российской Федерации Александра Ильина; племянник актёра, народного артиста Российской Федерации Владимира Ильина; внук актёра, заслуженного артиста РСФСР Адольфа Ильина.
В кино дебютировал ещё в детском возрасте, сыграв в 1992 году эпизодическую роль мальчика-посыльного в российском телесериале «Мелочи жизни».
Окончил Высшее театральное училище имени М. С. Щепкина.
Играл в театре до 2006 года: сначала в Театре Российской армии, затем в Российском академическом молодёжном театре. При этом продолжал сниматься в кинофильмах и телесериалах. В 2009 году сыграл в фильме Павла Лунгина «Царь» роль Фёдора Басманова.
С 2010 по 2016 год играл в популярном российском телесериале «Интерны», где исполнял роль интерна, а затем врача Семёна Лобанова.
С 2010 года является вокалистом и автором песен панк-группы «План Ломоносова».

## Личная жизнь
В марте 2018 года у Ильина и его жены Юлии родился сын, которого назвали Александром — в честь отца и деда. В апреле 2021 года в семье родился второй сын — Ярослав.

## Фильмография
| Год       |     | Название                           | Роль                             |
| --------- | --- | ---------------------------------- | -------------------------------- |
| 1992      | с   | Мелочи жизни                       | мальчик-посыльный                |
| 1997      | ф   | Шизофрения                         | сын психолога Саши — «Сан Саныч» |
| 1999      | с   | Д.Д.Д. Досье детектива Дубровского | мальчик в музее в Чите           |
| 1999      | с   | Простые истины                     | Женя Смирнов                     |
| 2004      | с   | Курсанты                           | курсант Никита Клюев             |
| 2006      | с   | Ваша честь                         | Василий Дурдаков                 |
| 2006      | с   | Острог. Дело Фёдора Сеченова       | Иван Степанов                    |
| 2006      | ф   | Изображая жертву                   | милиционер Сева                  |
| 2007      | ф   | Жестокость                         | Кирилл                           |
| 2007      | с   | Сильнее огня                       | Семён Ефимов                     |
| 2007      | с   | Тридцатилетние                     | парень у машины                  |
| 2007      | с   | Дом на набережной                  | Медведь                          |
| 2008      | с   | Солдаты-14                         | эпизод                           |
| 2008      | ф   | Ни шагу назад                      | Семён Ефимов                     |
| 2008      | ф   | Дикое поле                         | Петро                            |
| 2009      | ф   | Царь                               | Федька Басманов                  |
| 2009      | ф   | Короткое замыкание                 | матрос                           |
| 2009      | с   | Выхожу тебя искать                 | конвоир                          |
| 2009      | с   | Телохранитель 2                    | скинхед Фрол                     |
| 2010—2016 | с   | Интерны                            | Семён Лобанов                    |
| 2010      | с   | Шериф                              | Кирилл Яценко                    |
| 2010      | с   | Откричат журавли                   | Зотов, однокурсник Валерия       |
| 2011      | ф   | Суперменеджер, или Мотыга судьбы   | Манагер                          |
| 2011      | ф   | Сердца бумеранг                    | Слава                            |
| 2011      | с   | Забытый                            | Илья Ропня                       |
| 2012      | с   | Верю                               | Николай                          |
| 2013      | с   | Майор полиции                      | подозреваемый Некрасов           |
| 2014      | ф   | Друзья друзей                      | музыкант Артём                   |
| 2015      | ф   | Переводчик                         | Лев                              |
| 2015      | ф   | На седьмом небе                    | Самаэль (Ангел Смерти)           |
| 2016      | ф   | Таинственная страсть               | Роберт Эр                        |
| 2017      | ф   | С пяти до семи                     | Он                               |
| 2017      | кор | Обмен                              | Фёдор                            |
| 2017      | ф   | Время первых                       | Владимир Маркелов                |
| 2017      | ф   | Легенда о Коловрате                | Каркун                           |
| 2018      | ф   | Тренер                             | Механик                          |
| 2019      | ф   | Танец с саблями                    | Давид Ойстрах                    |
| 2021      | ф   | Корпорация Ad Libitum              | химик                            |
| 2021      | ф   | Петровы в гриппе                   | Виктор Михайлович                |
| 2021      | с   | Собор                              | Фёдор Старшов                    |
| 2021      | с   | Олег                               | Олег                             |
| 2022      | с   | Карамора                           | Григорий Распутин                |
| 2022      | с   | Закрыть гештальт                   | Фёдор Ярцев                      |
| 2022      | с   | Чернобыль                          | Дмитрий Алексеенко               |
| 2024      | ф   | Рыжий                              | Егор Летов                       |
| 2024      | с   | Трасса                             | Виктор Чужих                     |
| 2024      | с   | Робинзон                           | Стасик                           |
| 2024      | ф   | Знакомство родителей               | Сергей Сафонов                   |